# التنوير المضاد
استخدم معلقو التلفاز في بداية منتصف القرن العشرين مصطلح «مناهضة التنوير»، لوصف نزعات فكرية متعددة ظهرت في أواخر القرن الثامن عشر وأوائل القرن التاسع عشر لمعارضة حركة التنوير في القرن الثامن عشر. على الرغم من أن أول استخدام معروف للمصطلح باللغة الإنجليزية كان في عام 1949، إلا أنه استُخدم في العديد من الحالات، بما في ذلك في كتابات الفيلسوف الألماني فريدريش نيتشه، إلا أنه عادة ما يُرتبط كتاب مناهضة التنوير بالفيلسوف الروسي البريطاني إشعيا برلين، الذي غالبًا ما يُنسب إليه الفضل في إعادة تسمية المصطلح. بدأت نقطة بداية النقاش حول معنى هذا المفهوم باللغة الإنجليزية مع مقال أشعيا برلين المُسمى «مناهضة التنوير» عام 1973. نشر كتاباته على نطاق واسع للتعريف بحركة التنوير ومنافسيها، واجتهد كثيرًا لنشر مفهوم حركة مناهضة التنوير التي وصفها بأنها حركة نسبوية وعقلانية وحيوية وأساسية، وربطها أيضًا بشكل وثيق مع الحركة الرومانسية الألمانية.

## التنمية والأشخاص ذوي الأهمية

### المراحل الأولى
على الرغم من الانتقادات التي تعرضت لها حركة التنوير لكونها موضوعًا نوقش على نطاق واسع في القرن العشرين، إلا أن مصطلح «مناهضة التنوير» لم يكن معروفًا أو مُستعملًا بكثرة بعد. ذُكر بإيجاز لأول مرة باللغة الإنجليزية في مقال ويليام باريت في عام 1949 «الفن، الأرستقراطية والعقل» الذي نُشر في مجلة «بارتيزان ريفيو». استخدم المصطلح مرة أخرى في كتابه الذي يتكلم عن الوجودية و«الرجل الغير عقلاني» في عام 1958، ومع ذلك، كان تعليقه على نقد حركة التنوير محدودًا جدًا. في ألمانيا، التعبير «ضد التنوير» له تاريخ أطول. ربما صاغه فريدريتش نيتشه في قصاصاته المنشورة بعد وفاته في عام 1877. استخدم لويس وايت بيك هذا المصطلح في كتابه «الفلسفة الألمانية المبكرة» الذي أًصدر في عام 1969، وهو كتاب يتكلم عن مناهضة التنوير في ألمانيا. يدعي بيك أن هناك حركة معارضة جديدة ناشئة في ألمانيا، ومبتغاها أن تكون طريقة رد فعل على دولة فريدريك الثاني العلمانية. من ناحية أخرى، يعتقد يوهان جورج هامان وزملاؤه الفلاسفة أنه قد أُهمل مفهومًا أكثر حيوية للحياة الاجتماعية والسياسية، ونظرة أكثر حيوية للطبيعة، وتقديرًا للجمال والحياة الروحية للإنسان في القرن الثامن عشر.

### أشعيا برلين
كان أشعيا برلين أول من كتب هذا المصطلح في تاريخ الأفكار. استخدمها للإشارة إلى حركة نشأت بشكل أساسي في أواخر القرن الثامن عشر وأوائل القرن التاسع عشر في ألمانيا ضد العقلانية والكونية والتجريبية، والتي ترتبط عادةً بحركة التنوير. نُشرت مقالة برلين «مناهضة التنوير» لأول مرة في عام 1973، ثم أعيد طبعها لاحقًا في عام 1981، ضمن مجموعة من أعماله، التي كانت ضد التيار حينذاك. استُخدم المصطلح منذ ذلك الحين على نطاق واسع. جادل برلين بأنه على الرغم من وجود معارضين لحركة التنوير خارج ألمانيا (على سبيل المثال جوزيف دي مايستر) وقبل سبعينيات القرن السابع عشر (مثل جيامباتيستا فيكو)، فإن فكرة مناهضة التنوير لم تبدأ حتى تمرد الألمان ضد بسط اليد الفرنسية على عوالم الثقافة والفن والفلسفة، وانتقموا من خلال شن هجوم مضاد كبير ضد حركة التنوير. كان رد الفعل الألماني على الشمولية الإمبريالية لحركة التنوير والثورة الفرنسية، اللذان فرضهما فريدريك الثاني في بروسيا، ثم فرضتهما جيوش فرنسا الثورية وأخيراً نابليون، عاملاً حاسمًا في تغير درجة الوعي في أوروبا في هذا الوقت، ما أدى في النهاية إلى إنشاء حركة الرومانسية. وكانت التعددية نتيجة التمرد الذي حصل ضد حركة التنوير. لعب معارضو حركة التنوير دورًا أكثر أهمية من مؤيديها، بعضهم كانوا من الأحاديين، الذين كانت أفكارهم السياسية والفكرية والأيديولوجية إرهابية وشمولية.

### دارين مكماهون
وسع المؤرخ دارين مكماهون في كتابه «أعداء التنوير» (2001)، نطاق حركة مناهضة التنوير لتصل فرنسا ما قبل الثورة ثم لتبلغ «شارع غراب» بلندن، ما يشير إلى تقدم وتوسع كبير لوجهة نظر برلين الفكرية. يركز مكماهون على المعارضين الأوائل للتنوير في فرنسا، ويكشف عن أدب «كتاب الفقراء» المنسي منذ فترة طويلة، منذ أواخر القرن الثامن عشر وأوائل القرن التاسع عشر والذي كان يستهدف الفلاسفة. فهو يتعمق في تفاصيل العالم الغامض لحركة «مناهضة التنوير» التي هاجمت الموسوعات وحاربت لمنع نشر الأفكار التنويرية في النصف الثاني من هذا القرن. هاجم الكثير من الناس منذ العصور الأولى حركة التنوير لتحديها الدين والنظام الاجتماعي والسياسي. أصبح النقد المحافظ لحركة التنوير فيما بعد موضوعًا رئيسيًا. بدأت الحركة بعد الثورة الفرنسية في حماية نفسها من تحذيرات معاداة الفلاسفة في العقود السابقة لعام 1789.

### غرايم جارارد
يدّعي الأستاذ غرايم غارارد الذي يعمل بجامعة كارديف، أن المؤرخ ويليام ر. إيفرديل هو أول من وضع روسو ليكون «مؤسس كتاب مناهضة التنوير» في أطروحته عام 1971 وفي كتابه عام 1987 بعنوان تبريرات المسيحية في فرنسا، 1730-1790: أصول دين الرومانسية. يؤكد آرثر إم. ميلزر في مقالته عام 1996، «أصل مناهضة التنوير: روسو ودين الإخلاص الجديد»، التي نُشرت في مجلة العلوم السياسية الأمريكية (المجلد 90، العدد 2)، وجهة نظر إيفرديل في تحديد أصل مناهضة التنوير في الكتابات الدينية لجان جاك روسو، ما يُظهر روسو على أنه أيضًا الرجل الذي أطلق أول طلقة في الحرب بين حركة التنوير وخصومها. يتبع غرايم جارارد، مالزر في كتابه «روسو في مناهضة التنوير 2003». يتناقض هذا مع تصوير برلين لروسو على أنه فيلسوف (وإن كان ذلك غير منطقيًا) شارك المعتقدات الأساسية لمعاصري التنوير. لكن على غرار ماكماهون، اتبع غارارد بداية تفكير مناهضة التنوير في فرنسا وقبل حركة ستورم أوند درانغ الألمانية (حركة العاصفة والإجهاد) في سبعينيات القرن السابع عشر. وسّع كتاب غارارد المناهض للتنوير (2006) المصطلح إلى أبعد من ذلك، مجادلًا برلين بأنه لم يكن هناك «حركة» واحدة تسمى «مناهضة التنوير». بدلاً من ذلك، كان هناك العديد من الحركات المناهضة للتنوير، بداية من منتصف القرن الثامن عشر إلى القرن العشرين وظهور العديد من المنظرين النقديين، خاصة بعد انتشار الحداثة والأفكار النسوية. لحركة التنوير خصوم على جميع أصعدة نقاط بوصلتها الأيديولوجية، من أقصى اليسار إلى أقصى اليمين، وكل النقاط بينهما. صور كل المعارضين حركة التنوير بالطريقة التي يرونها بها أو أرادوا من الآخرين رؤيتها، ما أدى إلى مجموعة كبيرة من الصور والتخيلات، وكان الكثير منها ليس فقط مختلفًا، ولكن متضاربًا أيضًا.

### جيمس شميت
تطورت فكرة مناهضة التنوير في السنوات التالية. شكك المؤرخ جيمس شميت في فكرة «التنوير» وبالتالي شكك في وجود حركة مناهضة للتنوير من الأساس. نظرًا لأن مفهوم «التنوير» أصبح أكثر تعقيدًا ومن الصعب الحفاظ عليه، كذلك أصبحت فكرة «مناهضة التنوير». تحدى التقدم السريع للمنح المُقدمة في عصر التنوير وتحديدًا في الربع الأخير من القرن الماضي، النظرة النمطية للقرن الثامن عشر باعتباره «عصر العقل»، ما دفع شميت إلى التكهن بما إذا كانت حركة التنوير في الواقع من صنع الخصوم، وليس العكس. تدعم حقيقة استخدام مصطلح «التنوير» لأول مرة باللغة الإنجليزية في عام 1894 للإشارة إلى فترة تاريخية، الحجة القائلة بأنه كان عبارة عن فكرة بُنيت متأخرًا وذُكرت في القرن الثامن عشر.